# Sarah Crossan
Sarah Crossan (Dublin, 4 januari 1981) is een Ierse auteur, voornamelijk bekend om haar boeken voor young adults, waaronder Apple and Rain en One, waarvoor zij meerdere literaire prijzen heeft ontvangen.

## Biografie
Crossan behaalde in 1999 een graad in Filosofie en Literatuur aan de University of Warwick. Later voltooide zij een masteropleiding in creatief schrijven. In 2010 ontving zij een Edward Albee Fellowship ter ondersteuning van haar schrijfwerk. Crossan volgde een lerarenopleiding in Engels en drama aan de University of Cambridge. In mei 2018 werd zij door president Michael D. Higgins benoemd tot Laureate na nÓg, de Ierse kinderboekenlaureaat.

## Prijzen en onderscheidingen
- 2013: Genomineerd voor de Carnegie Medal voor The Weight of Water[3]
- 2015: Genomineerd voor de Carnegie Medal voor Apple and Rain[4]
- 2016: Winnaar van de YA Book Prize van The Bookseller voor One[5]
- 2016: Winnaar van de Irish Children's Book of the Year voor One[6]
- 2016: Winnaar van de Carnegie Medal voor One[7]
- 2017: Winnaar van de Red House Children's Book Award (categorie oudere lezers) voor One[8]
- 2017: Winnaar Beste Boek voor Jongeren in de categorie Vertaald voor Een (vertaling: Sabine Mutsaers)
- 2019: De prix Sainte-Beuve voor Inséparable
- 2020: Winnaar van de Young Adult Jury Award van de Deutscher Jugendliteraturpreis voor de Duitse editie van Moonrise
- 2024: Genomineerd voor de Young Adult Jury Award van de Deutscher Jugendliteraturpreis voor de Duitse editie van Toffee

- Bibsys: 1460961539654
- Bibliothèque nationale de France: cb167842758 (data)
- Gemeinsame Normdatei: 1028899246
- International Standard Name Identifier: 0000 0003 7008 1179
- Library of Congress Control Number: n2012035982
- Nationale Bibliotheek van Tsjechië: xx0168323
- Nederlandse Thesaurus van Auteursnamen: 352218223
- Virtual International Authority File: 249527930
- WorldCat: E39PBJg8BjrxtBTgrtTgwR3CwC